# Rutherfordin
Rutherfordin là một khoáng vật chứa chủ yếu uranyl cacbonat tinh khiết (UO2CO3). Nó kết tinh theo hệ trực thoi ở dạng thanh mỏng trong mờ, thành dạng sợi thuôn dài, nói chung tỏa tia, và thành các khối kết đặc dạng bụi, từ giống như đất cho đến có hạt rất mịn. Nó còn được gọi là diderichit.